# (400421) 2008 CQ100
(400421) 2008 CQ100 es un asteroide perteneciente al cinturón de asteroides, región del sistema solar que se encuentra entre las órbitas de Marte y Júpiter, descubierto el 9 de febrero de 2008 por el equipo del Catalina Sky Survey desde el Catalina Sky Survey, Arizona, Estados Unidos.

## Designación y nombre
Designado provisionalmente como 2008 CQ100. 

## Características orbitales
2008 CQ100 está situado a una distancia media del Sol de 2,999 ua, pudiendo alejarse hasta 3,601 ua y acercarse hasta 2,398 ua. Su excentricidad es 0,200 y la inclinación orbital 19,61 grados. Emplea 1897,75 días en completar una órbita alrededor del Sol.

## Características físicas
La magnitud absoluta de 2008 CQ100 es 15,6. 